# オープン・シーズン2 ペット vs 野生のどうぶつたち
『オープン・シーズン2 ペット vs 野生のどうぶつたち』（原題：Open Season 2）は、ソニー・ピクチャーズ・イメージワークスによる長編アニメーション映画作品。2006年の映画「オープン・シーズン」の続編である。本作からは、ビデオスルーとなった。日本ではビデオスルーとして、2009年3月25日にDVDが発売された。

## キャスト
- ブーグ - マイク・エップス/楠見尚己
- エリオット - ジョエル・マクヘイル/大西健晴
- マックス - ビリー・コノリー/富田耕生
- ウィンナー - コディ・キャメロン/竹田雅則
- ライリー - ジョン・ファブロー/北川勝博
- ポーキー - /深津智義
- イアン - パトリック・ウォーバートン/楠大典
- ジゼル - ジェーン・クラコウスキー/園崎未恵
- セルジ - ダニー・マン/落合弘治
- デニー -  /青山穣
- ロージー - ニカ・ファッターマン/原田ひとみ
- ボビー - ジョージア・エンゲル/安達忍
- アール - /四宮豪
- ワイルドマン - /渡辺明乃
- フィフィ - クリスピン・グローヴァー/山口勝平
- ロベルト - スティーヴ・シリッパ/石住昭彦
- スタンリー - フレッド・ストーラー/四宮豪
- ロジャー - ショーン・ミューレン/岩崎ひろし
- ルーファス - ディードリック・ベーダー/廣田行生
- シャーリーン - オリビア・ハック/宮島依里